# Miklós Szilvásy
Miklós Szilvásy (parfois Szilvási) est un lutteur hongrois né le 5 décembre 1925 à Márianosztra et mort le 24 mai 1969 à Budapest.

## Palmarès

### Jeux olympiques
- Médaille d'or en lutte gréco-romaine dans la catégorie des moins de 73 kg en 1952 à Helsinki
- Médaille d'argent en lutte gréco-romaine dans la catégorie des moins de 73 kg en 1948 à Londres

### Championnats du monde
- Médaille d'argent en lutte gréco-romaine dans la catégorie des moins de 73 kg en 1953 à Naples